# 2609 Kiril-Metodi
2609 Kiril-Metodi је астероид главног астероидног појаса са средњом удаљеношћу од Сунца која износи 2,221 астрономских јединица (АЈ).
Апсолутна магнитуда астероида је 13,3.